# Adaköy, Kızılcahamam
Adaköy là một xã thuộc huyện Kızılcahamam, tỉnh Ankara, Thổ Nhĩ Kỳ.